# Sveltonectes
Sveltonectes es un género extinto de ictiosaurio oftalmosáurido que vivió en el Cretácico Inferior de lo que ahora es Rusia.

## Descripción
Sveltonectes es conocido a partir del holotipo IRSNB R269, un esqueleto casi completo preservado en tres dimensiones que preserva además un cráneo parcial. Fue recolectado en una localidad sin nombre, en la región de Ul’yanovsk al oeste de Rusia, que data de finales del Barremiense en el Cretácico Inferior, hace unos 126 millones de años. Otro tunosaurio descrito de la misma localidad por Bogolubow (1909), es "Ichthyosaurus" steleodon. Es un nomen dubium que mide el doble del tamaño y es más robusto que Sveltonectes.
La especie tipo es S. insolitus, que fue nombrada en 2011. Como otros oftalmosáuridos, Sveltonectes tenía aletas posteriores relativamente largas y una proyección sobre el hueso prefrontal del cráneo llamado processus narialis. Sveltonectes se distingue por tener pequeños dientes afilados. La forma única de estos dientes sugiere que tenía unos hábitos de alimentación distintos de los de otros oftalmosáuridos. Tras un estudio filogenético se ha visto que dentro de la familia Ophthalmosauridae Sveltonectes es muy próximo a Aegirosaurus.

## Etimología
Sveltonectes fue nombrado por Valentin Fischer, Edwige Masure, Maxim S. Arkhangelsky y Pascal Godefroit en 2011 y la especie tipo es Sveltonectes insolitus. El nombre del género se deriva de sveltos, el griego para "ágil", y nektes, en griego "nadador", en referencia a su pequeño tamaño, su cráneo aerodinámico y  a la poderosa musculatura de la escápula. El nombre de la especie se deriva de insolitus, el término en latín para "inusual", refiriéndose a las numerosas características inusuales de este ictiosaurio, así como a la extraña morfología de los dientes.